# Dörzbach
Dörzbach é um município da Alemanha, no distrito de Hohenlohekreis, na região administrativa de Estugarda, estado de Baden-Württemberg.

## História

### Período inicial
Achados pré-históricos, inclusive do Neolítico, indicam que Dörzbach e seus subúrbios já eram habitados no período por volta de 3500 a.C. Foi provado que Dörzbach foi colonizada pelos celtas já em 500 a.C. Eles construíram um santuário de rocha e primavera.

### Idade Média
Durante o tempo dos ducados tribais, a aldeia estava no Ducado da Francônia. Dörzbach an der Jagst foi mencionado pela primeira vez em um documento em 1230 sob o nome de Torzebach. As partes mais antigas sobreviventes do Castelo de Eyb datam do século 12. Até o século 15, o castelo teve uma história muito agitada com muitos proprietários e acionistas. No final do século 14, os Lordes de Berlichingen tomaram posse do castelo.

### Tempos modernos
Em 1583, o imperador Rodolfo II concedeu ao município de Dörzbach três direitos de mercado. Esta é a origem histórica dos mercados de cavalos de primavera e outono que ainda são realizados hoje.  Até 1601, os Lordes de Berlichingen permaneceram os proprietários do complexo do castelo e palácio. Desde 1601, o complexo, que desde então foi expandido para um castelo, está na posse da família von Eyb. Dörzbach fazia parte do Círculo dos Cavaleiros da Francônia. Em 1806, todas as vilas do atual município caíram para o Reino de Württemberg e em 1811 foram subordinadas ao Oberamt de Künzelsau.
Em 1831, Dörzbach tentou se tornar um Oberamtsstadt. No entanto, uma vez que a carta correspondente foi dirigida diretamente ao rei Guilherme I de Württemberg e não tinha sido apresentada através do Oberamt Künzelsau responsável, o pedido foi rejeitado.
Em 1938, durante a reforma distrital durante a era nazista em Württemberg, Dörzbach tornou-se parte do distrito de Künzelsau. Em 1945, Dörzbach foi anexado à zona de ocupação americana e, portanto, pertencia ao recém-fundado estado de Württemberg-Baden, que foi incorporado ao atual estado de Baden-Württemberg em 1952.

No decurso da reforma territorial em Baden-Württemberg, Liubliana e Meßbach foram incorporadas em Dörzbach em 1972 e Hohebach em 1974. A reforma distrital de 1973 levou ao distrito pertencente ao distrito de Hohenlohe.